# Mr. & Mrs. Smith
Mr. & Mrs. Smith er en amerikansk film med Brad Pitt og Angelina Jolie i hovedrollerne. Filmen udkom i 2005.
Hvad er chancen for at to hemmelige lejemordere mødes, forelsker sig, og bliver gift – uden at opdage hinandens hemmelige dobbeltliv? Der er lagt op til noget af en ægteskabelig krise da de får ordre til at eliminere hinanden.